# 拉姆西 (伊利諾伊州)
拉姆西（英語：Ramsey）是位於美國伊利諾伊州費耶特縣的一個村落。

## 地理
拉姆西的座標為39°08′38″N 89°06′36″W / 39.14389°N 89.11000°W，而該地最高點為海拔高度186米（即610英尺）。

## 人口
根據2010年美國人口普查的數據，拉姆西的面積為2.62平方千米，當中陸地面積為2.62平方千米，而水域面積為0.00平方千米。當地共有人口1037人，而人口密度為每平方千米395人。